# Grant Tinker
Grant Almerin Tinker (Stamford, Connecticut; 11 de enero de 1926-Los Ángeles, California; 28 de noviembre de 2016) fue un ejecutivo americano de televisión que fue presidente del consejo de administración y del CEO de NBC de 1981 a 1986. Además,  fue el cofundador de MTM Empresas y un productor televisivo. Tinker fue marido de la actriz y productora Mary Tyler Moore durante 19 años (1962–1981).

## Vida y carrera
Tinker nació en Stamford, Connecticut,  hijo de Margaret (née Hessin) y Arthur Almerin Tinker.
Durante Segunda Guerra Mundial, Tinker sirvió en las Fuerzas de Aire de Ejército de Estados Unidos. Graduado en Dartmouth Universidad. Sus hijos, Mark y John, son también productores. En 1961, Tinker se volvió a unir a la NBC y fue el director de programación de la Costa Del oeste, donde desarrollo  Espio, Dr. Kildare, y El Hombre de U.N.C.L.E.
Tinker Moore se casó en 1962. En 1969,  formaron la compañía de producción televisiva MTM. Tinker contrató a los escritores Habitación 222 , James L. Brooks y Allan Burns para crear y producir primera serie televisiva de la productora, El Espectáculo de Moore de Tyler de Mary. MTM produjo sitcoms y dramas televisivos como Rhoda, El Bob Newhart Espectáculo, WKRP en Cincinnati, Calle de Cerro Blues, y St. En otro lugar. Después de su divorcio de Moore en 1981, Tinker dejó MTM para ser presidente de CEO de la NBC. Años más tarde, después de dejar NBC, Tinker intentó repetir su éxito con MTM formando GTG (Grant Tinker-Gannett) , pero la aventura empresarial falló y la compañía fuecerrada en 1990.[cita requerida]

## Muerte
Tinker murió en su casa de Los Ángeles el 28 de noviembre de 2016, a la edad de 90.

## Premios y honores
- Tinker fue llevado a la Sala Televisiva de Fama en 1997.
- En 2004, Tinker ganó un premio peabody " por reconocer, proteger la creatividad máxima."[4]

## Más
- Tinker, Grant; Rukeyser, Bud (1994). Tinker in Television: From General Sarnoff to General Electric. Simon & Schuster. ISBN 978-0671759407.

- Datos: Q5596491
- Multimedia: Grant Tinker / Q5596491